# 锯齿反羽蟹
锯齿反羽蟹（学名：Retropluma denticulata）为反羽蟹科反羽蟹属的动物。分布于日本以及中国大陆的海南岛等地，生活环境为海水，主要生活于水深50-150米的泥质底。其生存的海拔范围为-150至-50米。